# تشظ (طب الأسنان)
التّشظِّي هو مفهوم نظري يصف حالة من فقدان بنية السن ناجمة عن أسباب غير التسوس (آفات عنقية غير نخرية). يشير إلى أن هذه الآفات تحدث نتيجة القوى التي يتعرض لها السن أثناء العض والأكل والمضغ والطحن. حيث يتعرض الميناء لمستويات عالية من الضغط، وخاصة عند الموصل الملاطي المينائي، مسببًا حدوث كسور دقيقة وفقدان لأنسجة السن. يبدو أن التشظي حالة حديثة، مع وجود أمثلة على الآفات العنقية غير النخرية في السجل الأثري، والتي عادة ما تكون ناتجة عن عوامل أخرى.

## النعريف

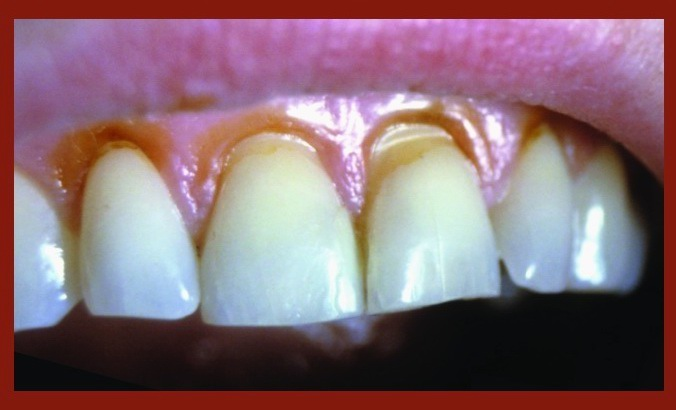
تشظي الأسنان

التشظي هو شكل من فقدان أنسجة الأسنان غير النخري والذي يحدث على طول حافة اللثة. بعبارة آخرى، هو فقدان ميكانيكي لبنية السن على طول حافة الثة غير ناتج عن تسوس. هناك أدلة نظرية تدعم هذا المفهوم، لكن لا وجود للكثير من الأدلة التجريبية على ذلك.
تم نشر مصطلح التشظي لأول مرة في عام 1991 في مقالة علمية مكرسة لتمييز الآفة. كانت بعنوان: "التشظيات: تصنيف جديد لآفات الأنسجة الصلبة للأسنان"، بواسطة جون أو. جريبو (بالإنجليزية: John O. Grippo). قدمت هذه المقالة تعريف للتشظي بأنه "فقدان مرضي لمادة نسيج السن الصلب نتيجة لقوى التحميل البيوميكانيكية". كانت هذه المقالة أول من أثبت التشظي كشكل جديد من الآفات، مختلف عن السحج والانسحال والتآكل.
تضعف أنسجة السن تدريجيًا مسببةً فقدان الأنسجة بسبب الكسر والتشقق (بالإنجليزية: Chipping)[بحاجة لمصدر] أو الاهتراء التدريجي، تاركةً آفة غير نخرية على سطح السن. تحدث هذه الآفات في كل من العاج والميناء. وعادة ما تحدث حول المناطق العنقية للأسنان.

## العلامات والأعراض

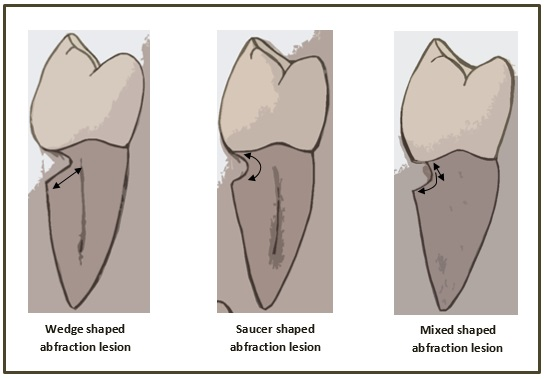
الشكل 1

تحدث آفات التشظي بشكل عام في المنطقة على السن ذات أعلى قوة شد. في مثل هذه الحالات لا يتم التعليق على ما إذا كانت الآفات تحدث أعلى أو أسفل الموصل الملاطي المينائي. تقترح إحدى النظريات أن آفات الانكسار سوف تتشكل فقط فوق الموصل. ومع ذلك، يُفترض أن آفات التشظي قد تحدث في أي مكان من المناطق العنقية للأسنان المتأثرة. من المهم ملاحظة أن الدراسات التي تدعم هذه النظرية تشير أيضًا إلى إمكانية حدوث آفتي تشظي أو أكثر على السطح السني الواحد عند وجود أكثر من قوة شد غير طبيعية وكبيرة على السن.
توجد بشكل عام ثلاثة أشكال تظهر فيها آفات التشظي، إما إسفين أو صحن أو شكل مختلط. الآفات ذات الشكل الإسفيني والصحن هي الأكثر شيوعًا، في حين أن الآفات المختلطة أقل شيوعًا. بالإشارة إلى الشكل 1، فإن الآفات ذات شكل الإسفين لها زوايا خطية داخلية حادة، أما الآفات ذات شكل الصحن أو المختلطة فتكون إما ناعمة داخليًا، أو متنوعة.
سريريًا، يمكن أن يظهر الأشخاص الذين يعانون من آفات التشظي حساسية أسنان في المناطق المثارة. وذلك بسبب انكشاف العاج أو الملاط، حيث أنهما أقل كثافة من الميناء وبالتالي أكثر عرضة للإحساس بالمصادر الحرارية أو الميكانيكية.

## الأسباب
نظرًا لأن الجدل حول نظرية التشظي لا يزال قائمًا، فهناك أفكار مختلفة حول أسباب الآفات. وبسبب هذا الجدل، تظل الأسباب الحقيقية للتشظي محل نزاع. اقترح الباحثون أن سبب التشظي هو القوى المؤثرة على الأسنان من تلامسها معًا، أو القوى الإطباقية، أو عند المضغ والبلع. يؤدي ذلك إلى تركيز الضغط والانثناء في الموصل الملاطي المينائي. وبمرور الوقت، يؤدي التركيز النظري للضغط والانحناء إلى تكسير الروابط الموجودة في الميناء أو حتى كسرها أو اهترائها بعيدًا عن عوامل الإجهاد الأخرى مثل التآكل أو السحج. الأشخاص الذين اقترحوا في البداية نظرية التشظي اعتقدوا أن قوى الإطباق وحدها تسبب الآفات دون الحاجة إلى عناصر ساحجة إضافية مثل فرشاة الأسنان والمعجون أو التآكل.
يذكر الباحثون أن تماس الأسنان معًا بعضة غير مثالية، سيسبب مزيدًا من الضغط على الأسنان. يمكن أن تؤدي الأسنان التي تمس بعضها مبكرًا أو التي تتعرض لحمل أكبر مما هي مصممة له، إلى حدوث آفات التشظي. كما تم طرح تأثير الترميمات -التي يكون ارتفاعها غير صحيح- على السطوح الماضغة للأسنان، كعامل آخر، مضافًا إلى الضغط على الموصل الملاطي المينائي.
أظهرت المزيد من الأبحاث أن قوى الإطباق الطبيعية الناتجة عن المضغ والبلع ليست كافية للتسبب في الضغط والانثناء اللازمين لإحداث آفات التشظي. ومع ذلك، فقد أظهرت هذه الدراسات أن القوى كافية في الأشخاص الذين يعانون من الصرير. وأشارت العديد من الدراسات إلى أن التشظي أكثر شيوعًا بين أولئك الأشخاص، نظرًا لأن القوى أكبر وتستمر لفترة أطول. ومع ذلك، فقد أظهرت دراسات أخرى أن هذه الآفات لا تظهر دائمًا عند الأشخاص الذين يعانون من صرير الأسنان، وأن الآخرين الذين لا يعانون من صرير الأسنان قد يكون لديهم هذه الآفات.
هناك باحثون آخرون يقولون أن قوى الإطباق لا علاقة لها بالآفات الموجودة على طول الموصل الملاطي المينائي، وأن السحج الناتج عن استخدام فرشاة الأسنان بمعجون الأسنان هو ما يسبب هذه الآفات.
نظرًا لطبيعتها النظرية، هناك أكثر من فكرة حول كيفية تشكل التشظي سريريًا في الفم. تشير إحدى النظريات المعتمدة على ميزاتها السريرية إلى أن الآفات تتشكل فقط فوق الموصل الملاطي المينائي. إذا تم وضع ذلك في عين الاعتبار، فسيكون بمثابة منصة لتمييزه عن الآفات غير النخرية الأخرى، مثل السحج بفرشاة الأسنان.

## العلاج
قد يكون علاج آفات التشظي صعبًا بسبب العديد من الأسباب المحتملة. لتوفير أفضل خيار علاجي، يجب على طبيب الأسنان تحديد مستوى النشاط وتوقع التقدم المحتمل للآفة. يوصى بعمل فجوة صغيرة على سطح الآفة باستخدام المشرط رقم 12 بعناية، عندما تكون الآفة أقل من 1 ملليمتر، ويتم رصد أي تغيير فيه عن كثب. يدل فقدان علامة الخدش على أن الآفة نشطة وتتطور. وتكون هنا المراقبة على فترات منتظمة هي خيار علاجي كافٍ.
إذا كانت هناك مخاوف بشأن الجماليات أو العواقب السريرية مثل فرط حساسية الأسنان، فقد يكون ترميم الأسنان (الحشو الأبيض) خيارًا علاجيًا مناسبًا.
بجانب ترميم الآفة، من المهم جداً إزالة أي عوامل أخرى مسببة محتملة. التعديلات على الأسطح المضغية للأسنان تغير الطريقة التي تتلاقى فيها الأسنان العلوية والسفلية، وهذا قد يساعد على إعادة توجيه الحمل المضغي. الهدف من ذلك هو إعادة توجيه قوة الحمل إلى المحور الطويل للسن، وبالتالي إزالة الضغط على الآفة. يمكن أيضًا تحقيق ذلك عن طريق تغيير في السطوح السنية مثل المنحدرات الحدبية، أو تقليل التماسات الثقيلة، أو إزالة التماسات المبكرة. إذا تم اعتبار الصرير عاملًا مساهمًا، فيمكن أن تكون الجبيرة الإطباقية علاجًا فعالًا للتخلص من القوى غير المنتظمة المتوضعة على السن.

## الجدل
يعتبر مفهوم التشظي مثيرًا للجدل منذ إنشائه في عام 1991. ويرجع ذلك إلى العرض السريري لفقدان الأسنان، والذي يظهر غالبًا بصورة تشبه السحج أو التآكل. السبب الرئيسي وراء الجدل هو تشابه التشظي مع الآفات الأخرى غير النخرية وانتشار نظريات متعددة لتفسير الآفة. واحدة من أكثر النظريات انتشارًا تسمى "نظرية آفات عنق السن غير النخرية" والتي تشير إلى أن انحناء الأسنان، الذي يحدث بسبب عوامل إطباقية، يؤثر على المنطقة المعرضة للخطر بالقرب من الموصل الملاطي المينائي. هذه النظرية غير مقبولة على نطاق واسع بين المجتمع المهني لأنها تشير إلى أن العامل الوحيد هو الإطباق. يجادل العديد من الباحثين بأن هذا غير دقيق لأنهم يؤكدون أن آفة التشظي هي آفة متعددة العوامل بالإضافة لعوامل أخرى مثل السحج أو التآكل. هذا الجدل حول العوامل المسببة، إلى جانب حداثة تصنيف الآفة، هي بعض الأسباب التي تجعل العديد من أطباء الأسنان ينظرون إلى الآفة ببعض الشك. هناك حاجة إلى مزيد من البحث لتوضيح الجدل الدائر حول آفة التشظي بشكل كامل.